# مولود حي (إنسان)
مولود حي أو الولادة الحية وتعني خروج الجنين مع اختلاف عُمره الحملي من جسم الأم، مع ظهور أدلة تدُل على الحياة مثل الحركات الإرادية ودقات القلب ونبضان الحبل السري، بغض النظر عن طول الحبل السري أو حتى إن لم تكون المشيمة سالمة.
أنشئت منظمة الصحة العالمية مُصطلح «الولادة الحية» أو «مولود حي» في عام 1950 ويُستخدم بشكل عام في الأهداف الإحصائية وكذلك في الصحة العامة. على الرغم من ذلك فإن مُصطلح «مولود حي» كان شائع الاستخدام لوقت طويل ما قبل عام 1950.
في الولايات المتحدة، يتم تعريف مُصطلح «ولادة ميتة» وفقًا لقوانين الولايات المتحدة.